# سفر توما المزعوم

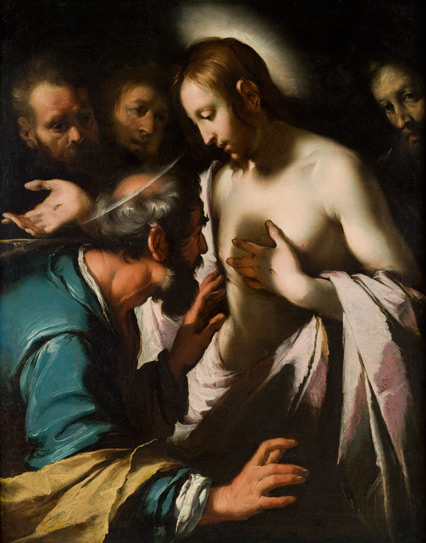

سفر توما المزعوم ويعرف مبسّطًا باسم سفر توما (وهو ليس إنجيل توما) هو أحد الأسفار المنتحلة التي وجدت في مخطوطات نجع حمادي (ضمن المجموعة الثانية من المخطوطات)، التي كانت تحوي أناجيل غنوصية مخبأة في الصحراء المصرية. اسمها مشتق من السطر الأول للنص.
«تلك هي الكلمات السرية التي قالها المُخلّص لتوما التي كتبتها، أنا متى، بينما كنت أمشي، واستمع إليهم وهم يتحدثون لبعضهم.»